# Hudiksvalls FF
Der Hudiksvalls Förenade Fotboll ist ein schwedischer Fußballverein aus Hudiksvall. Die Mannschaft spielt seit 2010 in der Division 2 (Schweden), der vierthöchsten schwedischen Spielklasse.

## Geschichte
Hudiksvalls ABK gründete sich am 18. Mai 1931 unter dem Namen Hudiksvalls Arbetares Bollklubb, nahm aber vier Jahre später den heute noch gültigen Namen an. Lange Zeit spielte die Mannschaft im unterklassigen Bereich der schwedischen Ligapyramide. 1967 in die dritte Liga aufgestiegen, etablierte sie sich dort in den folgenden Jahren. Mit Beginn der 1970er Jahre setzte sich der Klub im vorderen Ligabereich fest und erreichte 1974 als Staffelsieger der Division 3 Södra Norrland die Aufstiegsrunde zur zweiten Liga, hinter IFK Luleå und Falu BS verpasste die Mannschaft jedoch den Aufstieg. In der anschließenden Spielzeit wiederholte die Mannschaft den Staffelsieg und setzte sich vor Domsjö IF, Notvikens IK und Enköpings SK durch.
In der zweiten Liga spielte Hudiksvalls ABK zunächst gegen den Abstieg, hatte aber in der ersten Spielzeit vier Punkte Vorsprung auf die von Ope IF, Domsjö IF und Gefle IF belegten Abstiegsränge. In der Spielzeit 1977 erreichte der Klub als Tabellenvierter das bis dato beste Ergebnis der Vereinsgeschichte, konnte aber nicht ins Aufstiegsrennen eingreifen, da Tabellenführer Västerås SK neun Punkte Vorsprung herausgespielt hatte. In den beiden folgenden Jahren wiederum nur knapp vor den Abstiegsrängen platziert stieg der Verein Ende 1980 abgeschlagen mit zehn Punkten aus der zweiten Liga ab.
Als Staffelsieger verpasste Hudiksvalls ABK den direkten Wiederaufstieg erst in der zweiten Runde der Relegationsspiele gegen IFK Västerås. In den folgenden Spielzeiten im mittleren Tabellenbereich angesiedelt überstand der Klub 1986 als Tabellendritter eine Ligareform auf dem dritten Spielniveau. Bis 1993 spielte die Mannschaft auch hier im Ligamittelfeld, ehe sie in die vierte Liga abstieg. Nach dem sofortigen Wiederaufstieg etablierte sie sich erneut in der Spielklasse. Aufgrund der Einführung der eingleisigen  Superettan als zweiter Liga nach Ende der Spielzeit 1999 kam es auch in der dritten Liga zu einer erhöhten Anzahl an Absteiger, darunter fiel auch Hudiksvalls ABK. Zwar spielte der Klub um die direkte Rückkehr, scheiterte aber teilweise erst in den Relegationsspielen. 
2005 gewann Hudiksvalls ABK seine Viertligastaffel, aufgrund einer Ligareform und der Einführung der Division 1 als neuer dritthöchster Spielklasse gab es keine Aufsteiger. 2008 stieg der Klub in die fünfte Liga ab, schaffte aber den direkten Wiederaufstieg.
2011 begann eine Zusammenarbeit zwischen Hudiksvalls ABK, Högs SK, Näsvikens IF und Strands IF, der sich 2012 Bjuråkers GIF, Enåners IF, Forsa IF und BK Vismarå anschlossen,  aus der der Hudiksvalls Förenade Fotboll hervorging.